# Ярове (Тульчинський район)
Ярове́ — село в Україні, у Шпиківській селищній громаді Тульчинського району Вінницької області. Населення становить 350 осіб.

## Історія
7 (20) листопада 1917 року, відповідно до Третього Універсалу Української Центральної Ради, увійшло до складу Української Народної Республіки.
На 1946 у складі Шпиківського району.
7 червня 1946 село Кічмань перейменовано на Ярове і Кічманівська сільська рада на Ярівську.
12 червня 2020 року, відповідно до Розпорядження Кабінету Міністрів України від  № 707-р «Про визначення адміністративних центрів та затвердження територій територіальних громад Вінницької області», увійшло до складу Шпиківської селищної територіальної громади.
19 липня 2020 року, в результаті адміністративно-територіальної реформи та ліквідації Шаргородського району, село увійшло до складу новоутвореного Тульчинського району.

## Населення

### Мова
Розподіл населення за рідною мовою за даними перепису 2001 року:
| Мова       | Кількість | Відсоток |
| ---------- | --------- | -------- |
| українська | 484       | 99.79%   |
| румунська  | 1         | 0.21%    |
| Усього     | 485       | 100%     |

## Відомі люди
- Джига Микола Васильович — український політик.